# Thestor
Thestor (altgriechisch Θέστωρ Théstōr) war in der griechischen Mythologie ein Sohn des Apollon und der Laothoe.
Er gehörte zu den Argonauten. In seiner Eigenschaft als Seher wurde er auch Idmon genannt. In der Ilias wird er als Vater des Sehers Kalchas und des Alkmaon genannt. Bei Hyginus gelten des Weiteren Theoklymenos als sein Sohn sowie Leukippe und Theonoë als seine Töchter.
In der letztgenannten Episode wird erzählt, dass Theonoë wegen ihrer großen Schönheit schon als junges Mädchen von Seeräubern entführt und an König Ikaros von Karien verkauft wurde. Ihr Vater suchte sie lange vergeblich, bis er schließlich Schiffbruch erlitt und ebenfalls ein Gefangener der Piraten wurde. Zufällig verkauften sie ihn an denselben König Ikaros, doch erkannte Thestor seine Tochter Theonoë nicht. Diese hatte die Zuneigung des Königs gewinnen können. Später kam auch ihre Schwester Leukippe, als Priester verkleidet, auf Anordnung eines Orakels an den Hof des Ikaros. Doch Theonoë erkannte ihre Schwester nicht, sondern verliebte sich in den vermeintlichen Priester, wurde aber freilich abgewiesen. Wütend befahl sie Thestor, der am Hof ihr Sklave war, die Ermordung der verkleideten Leukippe. Seinen gesellschaftlichen Absturz in die Sklaverei und den Verlust seiner Tochter beklagend, wollte Thestor lieber den Freitod wählen als die Schande eines Mordes auf sich zu nehmen. Da erkannte ihn seine Tochter wieder. König Ikaros erfuhr das seltsame Zusammentreffen der drei Familienmitglieder an seinem Hof, hielt sie für Günstlinge der Götter, beschenkte sie reich und erlaubte ihnen die Heimkehr.